# Vitālijs Rubenis
Vitālijs Rubenis (ros Виталий Петрович Рубен Witalij Pietrowicz Rubien) (ur. 26 lutego 1914 w Moskwie, zm. 2 stycznia 1994 tamże) – radziecki i łotewski polityk, premier Łotewskiej SRR w latach 1962-1970, przewodniczący Prezydium Rady Najwyższej Łotewskiej SRR w latach 1970-1974.
W 1934 ukończył technikum i do 1941 pracował jako agronom, 1947-1948 II sekretarz komitetu rejonowego Komunistycznej Partii Łotwy (KPŁ) w Dyneburgu, 1958-1960 naczelnik Wydziału Gospodarstwa Wiejskiego Państwowego Komitetu Planowania Łotewskiej SRR. Od 23 kwietnia 1962 do 5 maja 1970 premier Łotewskiej SRR, następnie do 20 sierpnia 1974 przewodniczący Prezydium Rady Najwyższej Łotewskiej SRR. Od 1966 kandydat na członka KC KPZR. Członek Biura KC KPŁ. Deputowany do Rady Najwyższej ZSRR od 6 do 9 kadencji.

## Odznaczenia
- Order Lenina (trzykrotnie)
- Order Rewolucji Październikowej
- Order „Znak Honoru”

I medale.